# Mainstream (film)
Pour les articles homonymes, voir Mainstream.
Pour plus de détails, voir Fiche technique et Distribution.
Mainstream est un film américain réalisé par Gia Coppola, sorti en 2020. Il est présenté à la Mostra de Venise 2020[réf. nécessaire].

## Synopsis
(janvier 2022).
Le contenu est difficilement compréhensible vu les erreurs de traduction, qui sont peut-être dues à l'utilisation d'un logiciel de traduction automatique.
Frankie (Maya Hawke) est une jeune cinéaste vivant à West Hollywood. Bien qu'elle ait abandonné l'école pour poursuivre ses rêves de faire de l'art, elle travaille un travail ingrat de barman avec son ami Jake (Nat Wolff) et n'a aucune vision claire de ses objectifs autres qu'une chaîne YouTube en difficulté. Un jour, elle rencontre Link (Andrew Garfield), un jeune homme excentrique travaillant comme mascotte costumée dans un centre commercial. Lorsque Frankie prétend avoir filmé une peinture derrière Link et non Link lui-même, Link attrape la peinture et exécute un monologue décousu mais passionné exhortant les passants à prêter attention à l'art. Frankie enregistre le monologue et le télécharge là où il devient rapidement sa vidéo la plus populaire. Frankie retrouve plus tard accidentellement Link par hasard et se lie d'amitié avec lui. Link, souvent maniaque, affirme que ses parents sont morts et qu'il est fermement opposé à l'establishment et aux médias sociaux.
Frankie demande à Link d'apparaître dans plus de ses vidéos ; il accepte, tant qu'elle quitte son emploi sans issue. Elle convainc Jake de les rejoindre en tant qu'écrivain. Ensemble, l'équipe réalise une vidéo intitulée No One Special mettant en vedette Link comme une satire d'un influenceur de médias sociaux stéréotypé fort, offensant et narcissique. Le trio attire l'attention d'un gestionnaire de médias sociaux qui les persuade qu'il y a de l'argent réel à gagner grâce aux mentions de produits vidéo. Pendant ce temps, lors d'une soirée organisée tard dans la nuit dans un cimetière, Jake voit Link se disputer en privé avec quelqu'un qui prétend être son frère, mais n'en parle pas à Frankie. Frankie et Link commencent une relation amoureuse et elle parle de la mort de son père et de sa relation troublée avec sa mère.
Frankie, Jake et Link lancent une émission intitulée Your Phone or Your Dignity dans laquelle Link en tant que No One Special prend les téléphones intelligents des candidats et propose de leur donner un téléphone stupide ou de rendre leur propre téléphone s'ils subissent une tâche humiliante. Après le succès initial, le trio est victime de luttes intestines lorsqu'il commence à perdre des points de vue.
La tension atteint son paroxysme lorsque Link humilie une jeune femme, Isabelle (Alexa Demie), dans la série en révélant qu'elle édite une tache de naissance faciale sur ses selfies ; sous sa pression, elle accepte de publier ses photos non éditées pour le prix du jeu télévisé mais fond en larmes, pour lesquelles il la réprimande agressivement. Bouleversé par ce que le spectacle est devenu, Jake quitte. Link est ensuite invité à participer à une table ronde avec plusieurs autres célébrités d'Internet, mais lorsqu'il est accusé par l'hôte d'hypocrisie et confronté aux images non montées de l'humiliation d'Isabelle par Link, Link fulmine contre les autres participants, affirme qu'Isabelle a tenté de le séduire , et est expulsé pour avoir fait semblant de déféquer sur scène.
Désabusé, Frankie rend visite à Jake sur leur ancien lieu de travail et essaie de le ramener dans le giron, mais Jake refuse et révèle qu'il a fait des recherches sur Link et découvert qu'il est un menteur : il est en fait un fils de parents riches (qui sont tous deux vivants) et qu'il est dangereux et instable, ayant déjà été interné pour avoir incendié son école. Lorsque Jake avoue qu'il est lui-même amoureux de Frankie, elle part et rentre chez elle dans un état second. Link arrive et annonce que YouTube l'a invité à diriger un événement en direct, et qu'il veut le faire avec elle, et elle accepte.
Lors de la préparation du livestream, Frankie apprend qu'Isabelle s'est suicidée en raison de l'humiliation de son apparence et des accusations de Link. Lorsque Link est plus préoccupé par son image publique que par sa mort, Frankie révèle qu'elle connaît la vérité sur lui et sort en trombe. Pendant le livestream, qui comprend un mémorial pour Isabelle, Link présente ses condoléances, mais vire ensuite hors du scénario dans un monologue maniaque et vulgaire, refusant d'accepter le blâme pour sa mort et déclamant à la place contre la toxicité des médias sociaux et son emprise oppressive sur son public. Dans une tentative d'aller encore plus loin, Link révèle que son nom est en fait Alex Goodrich et invite le public à les soutenir uniquement s'ils sont prêts à se rebeller contre le courant dominant. Alors qu'il quitte la scène, la foule rassemblée applaudit à la place et commence à scander son nom alors qu'il se tourne et sourit à la caméra. Frankie et Jake se réconcilient au mémorial d'Isabelle.

## Fiche technique
- Titre original : Mainstream
- Réalisation : Gia Coppola
- Scénario : Gia Coppola et Tom Stuart
- Direction artistique : Mars Feehery
- Décors : Nathan Parker
- Montage : Glen Scantlebury
- Photographie : Autumn Derald
- Production : Fred Berger, Lauren Bratman, Gia Coppola, Francisco Rebelo de Andrade, Jack Heller, Siena Doberman, Enrico Saraiva et Zac Weinstein
  - Production déléguée : Amy Jarvela, Alan Terpins et Scott Veltri
- Société de production : American Zoetrope, Assemble Media, Automatik, Dynasty Pictures et TUGAWOOD Pictures
- Société de distribution : Wild Bunch (Monde)
- Pays d'origine :  États-Unis
- Langue originale : Anglais
- Format : Couleur
- Genre : Comédie dramatique, romance
- Durée : 94 minutes
- Date de sortie :
  - Italie : 5 septembre 2020 (Mostra de Venise)
  - États-Unis : 7 mai 2021

## Distribution
Sauf indication contraire, les informations mentionnées dans cette section peuvent être confirmées par la base de données cinématographiques IMDb,  présente dans la section « Liens externes ».
- Andrew Garfield (VF : Donald Reignoux) : Link
- Maya Hawke (VF : Emmylou Homs) : Frankie
- Nat Wolff (VF : Julien Bouanich) : Jake
- Jason Schwartzman : Mark Schwartz
- Johnny Knoxville : Ted Wick
- Alexa Demie (VF : Antonella Colapietro) : Isabelle Roberts
- Colleen Camp (VF : Anne-Bérengère Pelluau) : Judy
- Nathalie Love (VF : Virginie Kartner) : Lana
- Jacqui Getty :  Lisa
- Nick Darmstaedter : Kyler
- Marshall Bell : Marty
- Juanpa Zurita (VF : Martin Faliu) : Juanpa
- Adam Barnhart (VF : Cédric Ingard) : l'officier Adam
- Trevor White (en) : Ben
- Casey Frey : Martin
- Kalena Yiaueki (VF : Ludivine Galieri) : Patsy
- Charles Melton (VF : Benoît Cauden) : Charles Melton[n 1] (caméo)
- Jake Paul (VF : Cédric Ingard) : Jake Paul[n 1] (caméo)
- Patrick Starr : Patrick Starr[n 1] (caméo)

## Production
En octobre 2018, Andrew Garfield, Maya Hawke, Nat Wolff et Jason Schwartzman rejoignent le casting du film, réalisé par Gia Coppola à partir d'un scénario qu'elle a écrit aux côtés de Tom Stuart. Fred Berger sera producteur sous sa bannière Automatik. En mai 2019, Johnny Knoxville, Chris Messina, Alexa Demie et Colleen Camp rejoignent la distribution du film, Coppola, Zac Weinstein, Lauren Bratman, Enrico Saraiva, Francisco Rebelo de Andrade et Jack Heller seront producteurs sous leurs bannières American Zoetrope, Tugawood, Assemble Media et Dynasty Pictures.
Les prises de vue principales ont débuté en mai 2019. La production s'est achevée le 14 juin 2019.